# Hôtel Richer de Belleval
Pour les articles homonymes, voir Richer et Belleval.
L’Hôtel Richer de Belleval communément appelé hôtel de Belleval (ancien), hôtel de Boulhaco ou ancien hôtel de ville, est un édifice inscrit aux monuments historiques, situé sur la place de la Canourgue, à Montpellier (Hérault).
En juin 2021, après d'importants travaux de réhabilitation pour l'aménagement d’un hôtel de luxe, d'un restaurant gastronomique et d'une fondation d'entreprise consacrée à l'art contemporain, l'Hôtel Richer de Belleval est de nouveau ouvert au public.

## Historique
L'immeuble est construit sur les fondations d'une ancienne habitation de chanoines (canorga, en occitan) qui est détruite au XVIIe siècle. Après avoir été inféodée en 1615, puis 1643, par Étienne de Bolhaco ou de Boulhac. Il est édifié entre 1669 et 1682 par Charles de Boulhac, conseiller à la cour des comptes, aides et finances de Montpellier.
En 1709, le mariage de Gaspard de Belleval avec Élisabeth de Fressieux leur permettent d’acquérir par dot les maisons médiévales attenantes et d'agrandir le bâtiment. En 1751, Joseph-Philibert de Belleval hérite des biens de sa mère et effectue de grands travaux dont diverses décorations intérieurs. Il hérite également de la maison de Pierre Richer de Belleval, médecin du roi et botaniste, qui a fondé le Jardin des plantes de Montpellier.
Après la Révolution, la ville utilise le lieu pour y installer ses bureaux. En 1816, la municipalité achète l'immeuble pour en faire l'hôtel de ville, moyennant un montant de 113 000 francs. En 1827, douze colonnes sont installées pour consolider l'édifice.
Le bâtiment abrite des éléments d'architecture remarquables et des décors historiques, sculptures, fresques et gypseries uniques datés de différentes époques et réalisés par le peintre Jean de Troy et les sculpteurs P. Vaneau, Jean Sabatier ou encore Jacques-Louis Guigues…[réf. nécessaire]. Il subira diverses réparations dues aux affectations des bureaux (comptabilité et bureau militaire).
Il remplit cette fonction jusqu'en 1975, date d'inauguration d'un nouveau bâtiment municipal situé dans le quartier du Polygone.
De 1976 à 2010, l'édifice est une annexe au palais de justice qui se trouve à côté. Il abrita le conseil des prud'hommes. Un programme de réhabilitation est rédigé et adopté, en 2006, par la cour d'appel, le ministère de la Justice n'engage pas de travaux et déplace les services dans d'autres locaux.
En 2011, la ville décide la mise en vente de l'hôtel de Belleval. En 2012, la mairie de la ville retient le projet présenté par Jérôme Asius, pour un Art hôtel, dont le concept est d'associer des chambres d’hôtes personnalisées et décorées de manière artistique par des designers, à une galerie d’art contemporain pour une clientèle touristique haut de gamme. Le 7 octobre 2013, l'adjoint au maire Hélène Mandroux, chargée du commerce et de l’urbanisme commercial rapporte le déclassement de l'hôtel particulier. 
En 2015, le bâtiment est inscrit en totalité au titre des monuments historiques. Il est vendu en juillet 2017 pour un montant de 1 120 000 €, à la société de promotion immobilière Helenis, filiale du groupe d’aménagement GGL. Sa réhabilitation a été pilotée par le cabinet d'architecture Philippe Prost. Ses décors historiques ont été restaurés par l'Atelier de Ricou. La rénovation de l'édifice est documentée par un ouvrage collectif sous la direction du Ministère de la culture.
Son ouverture initialement prévue en 2020 est repoussée à 2021. Le bâtiment accueille un hôtel Relais & Châteaux de 5 suites et 15 chambres, toutes différentes, dont la décoration intérieure à l'esprit contemporain est conçue par Christian Collot. S'y trouve le restaurant gastronomique « Le Jardin des Sens » des Frères Pourcel, lieu qui avait fermé en 2017, mais également un bistrot dans l'ancienne cour d'honneur. Il y a aussi la Fondation d'entreprise GGL-Helenis pour l'art contemporain sous la direction artistique de Numa Hambursin. 

## Protection
L'ensemble constitué par les façades et couvertures sur la place de la Canourgue, les rues du Vestiaire et du Puits-des-Esquilles-de-Saint-Pierre, la décoration de la salle au rez-de-chaussée et celle de l'ancienne salle des mariages au premier étage faisaient l’objet d’une inscription au titre des monuments historiques depuis le 18 août 1950.
Le bâtiment a été intégralement inscrit en 2015. Sa réhabilitation a été menée en dialogue avec la DRAC Occitanie, par le cabinet d'architecture Philippe Prost[réf. nécessaire].

## Fondation d'art contemporain
L'hôtel Richer de Belleval a été conçu comme un lieu conciliant patrimoine et art contemporain. Ses décors historiques réhabilités abritent notamment cinq interventions artistiques in-situ permanentes commandées par GGL-Hélénis sous la direction artistique de Numa Hambursin :
- Plafond du porche : « Faire Danser le Plafond » un plafond peint en céramique de l'artiste américain Jim Dine conçu en collaboration avec la Manufacture de Sèvres
- Rez-de-chaussée, salles voûtées : un plafond peint de l'artiste Abdelkader Benchamma
- Plafond de l'Ancienne salle des Mariages : l'artiste belge Jan Fabre conçoit pour ce lieu emblématique "Hommage à un Esprit Libre", un plafond en élytres de scarabées retraçant l'histoire de la ville et du bâtiment
- Plafond du grand escalier : la peintre et céramiste française Marlène Mocquet a conçu sa plus vaste intervention à ce jour, combinant feuille d'or, peintures et sculptures en céramique
- Boudoir : au premier étage, un boudoir accueille des fresques de la peintre française Olympe Racana-Weiler

La première exposition de la fondation dans l'espace d'exposition au rez-de-chaussée est consacrée à un ensemble de peintures, lithographies et sculptures de Jim Dine.